# Paletó

Gerald Ford e família com paletó.

Paletó é um tipo de blêiser (ou blazer, este vindo do inglês), com gola grande. O nome paletó vem do francês paletot, e é um sobretudo. Um casaco largo, que se veste por cima do fato (ou terno) usual.